# Фијат модел 1914
Фијат модел 1914 (итал. Fiat–Revelli Modello 1914), италијански тешки митраљез коришћен у Првом и Другом светском рату.

## Историја
Италијанска војска усвојила је у своје наоружање тешке митраљезе Максим 1908. године - пред Први светски рат свака дивизија имала је по 8 митраљеза. Са избијањем рата, јавила се потреба за већим бројем митраљеза. Зато је за потребе војске фабрика Фијат 1914. произвела прве италијанске домаће митраљезе. Митраљези Фијат модел 1914 радили су на принципу кратког трзања цеви, са воденим хлађењем. Били у то тешки митраљези малог калибра (6,5 мм), масе 43,5 кг, којима се гађало са троношца. Током рата у Италији је произведено око 37.000 митраљеза разних типова.